# Detour
Detour is een Amerikaanse film noir uit 1945. Het was oorspronkelijk een B-film, gemaakt door een van de kleinere studio's. De film werd binnen 6 dagen opgenomen met een budget van 100.000 dollar. Toen regisseur Ulmer het filmmateriaal zag, merkte hij op dat het niet genoeg was om alles aan elkaar te monteren. Vanwege het budget was er echter geen mogelijkheid om opnieuw opnamen te maken, dus besloot hij tijdens het monteren voor verhaalstructuur te gaan en duidelijke fouten in de film te laten voor wat ze waren. Tegenwoordig wordt de film als klassieker beschouwd. De film bevindt zich momenteel in het publiek domein.

## Verhaal

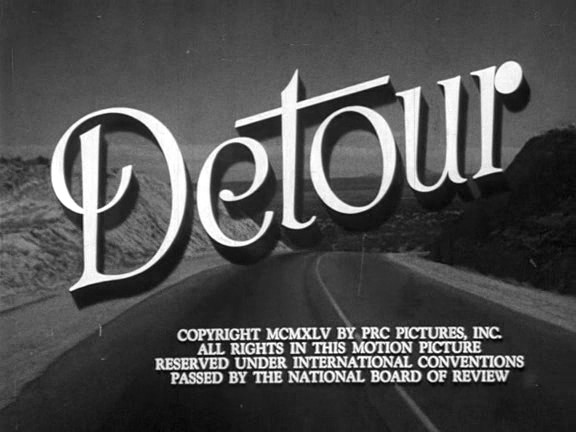
De openingstitel

De film begint met Al Roberts die een bar binnenloopt. Hij komt verbitterd over en wil eigenlijk geen enkele interactie hebben met de mensen die zich in de bar bevinden. Terwijl hij op de barkruk zit, wordt de achtergrond achter Al donker en hoor je hem in gedachten nagaan hoe alles is misgelopen. Er is te zien dat Al Roberts een succesvolle clubpianist is in New York en je maakt kennis met zijn verloofde Sue Harvey. Na een concert vertelt Sue hem dat ze naar Hollywood gaat verhuizen en vraagt hem om mee te komen. In eerste instantie besluit Al dit niet te doen, maar na korte tijd begint hij haar te missen. Hij besluit naar Californië te liften om bij haar te zijn. Hij wordt opgepikt door Charles Haskell jr., een man die dezelfde richting op schijnt te gaan. Tijdens deze rit valt het Al op dat Haskell krassen op zijn hand heeft. Als hij erover navraagt, blijken deze gemaakt te zijn door een lifter die hij eerder op de dag had opgepikt. Ook neemt hij regelmatig een pilletje in, wat erop duidt dat hij mogelijk ergens aan lijdt. Als het op een gegeven moment begint te regenen, besluit Haskell aan de kant te gaan, zodat Al het dak erop kan zetten. Wanneer Al dit gedaan heeft, reageert Haskell niet meer. Als Al dan vervolgens het portier aan de kant van de bestuurder opendoet, valt Haskell dood op de grond. Uit angst om gearresteerd te worden voor de moord op Haskell besluit Al om zijn kleren, auto, geld en identiteit te stelen en het lijk te begraven. Als hij overnacht in het hotel, komt hij erachter dat Haskell zijn vader wilde chanteren voor een groot bedrag. De volgende dag pikt hij onderweg een liftster op, Vera, en zij blijkt dezelfde persoon te zijn die Haskell de dag daarvoor de krassen op zijn hand had bezorgd. Ze dreigt de politie te bellen als Al niet snel het hele verhaal vertelt. Omdat Al geen kant meer op kan, besluit hij het dan maar te vertellen. Ze sluit een akkoord met hem dat als hij de auto verkoopt, die Al toch moest zien weg te werken vanwege dat het bewijsmateriaal, zij het geld zou krijgen en niemand iets zou vertellen. Wanneer ze bij de verkoper zijn als meneer en mevrouw Haskell, ziet Vera ineens wat persoonlijke papieren van Haskell in het handschoenkastje liggen, waardoor ze van de afspraak afziet. In het motel die avond volgt er een hevige discussie tussen Vera en Al omdat Vera wil dat Al de vader van Haskell gaat chanteren zoals Haskell dat oorspronkelijk bedoelde te doen. Al gaat hier niet in mee, maar Vera dreigt weer de politie bellen. Hierna wordt de discussie steeds feller en eindigt het ermee dat Al buiten de kamer terechtkomt en er niet meer in kan. Uit angst dat Vera naar de politie gaat, besluit hij het telefoonsnoer los te trekken dat onder de deur doorloopt. Nadat Al een tijdje niets hoort, breekt hij de deur open om erachter te komen dat hij door aan het telefoonsnoer te trekken Vera gewurgd heeft. Omdat hij zich had aangemeld in het hotel als Charles Haskell jr., wordt die nu verdacht van de moord op Vera. Maar Al kan niet meer naar huis of naar Sue omdat hij toch voortvluchtig zal blijven en een dag ergens in de toekomst zal de politie hem vinden en oppakken.

## Rolverdeling

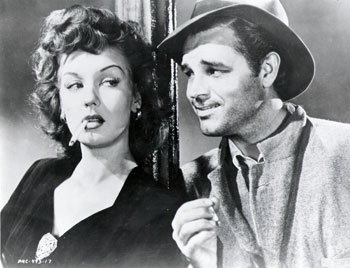
Ann Savage en Tom Neal als Vera en Al.

| Acteur           | Personage           |
| ---------------- | ------------------- |
| Tom Neal         | Al Roberts          |
| Ann Savage       | Vera                |
| Claudia Drake    | Sue Harvey          |
| Edmund MacDonald | Charles Haskell jr. |
| Tim Ryan         | Restauranteigenaar  |
| Esther Howard    | Serveerster         |
| Pat Gleason      | Joe                 |